# Vaux (Moselle)
Vaux ist eine französische Gemeinde mit 786 Einwohnern (Stand 1. Januar 2022) im Département Moselle in der Region Grand Est (bis 2015 Lothringen). Sie gehört zum Arrondissement Metz.

## Geographie
Die Gemeinde liegt in Lothringen auf der linken Seite der Mosel in einer Talmulde etwa acht Kilometer südwestlich von Metz auf einer Höhe zwischen 167 und 353 m über dem Meeresspiegel, die mittlere Höhe beträgt 230 m. Das Gemeindegebiet umfasst 6,63 km² (663 ha), und die Bevölkerungsdichte beträgt 132 Einwohner pro km². Die Gemeinde liegt im Regionalen Naturpark Lothringen.

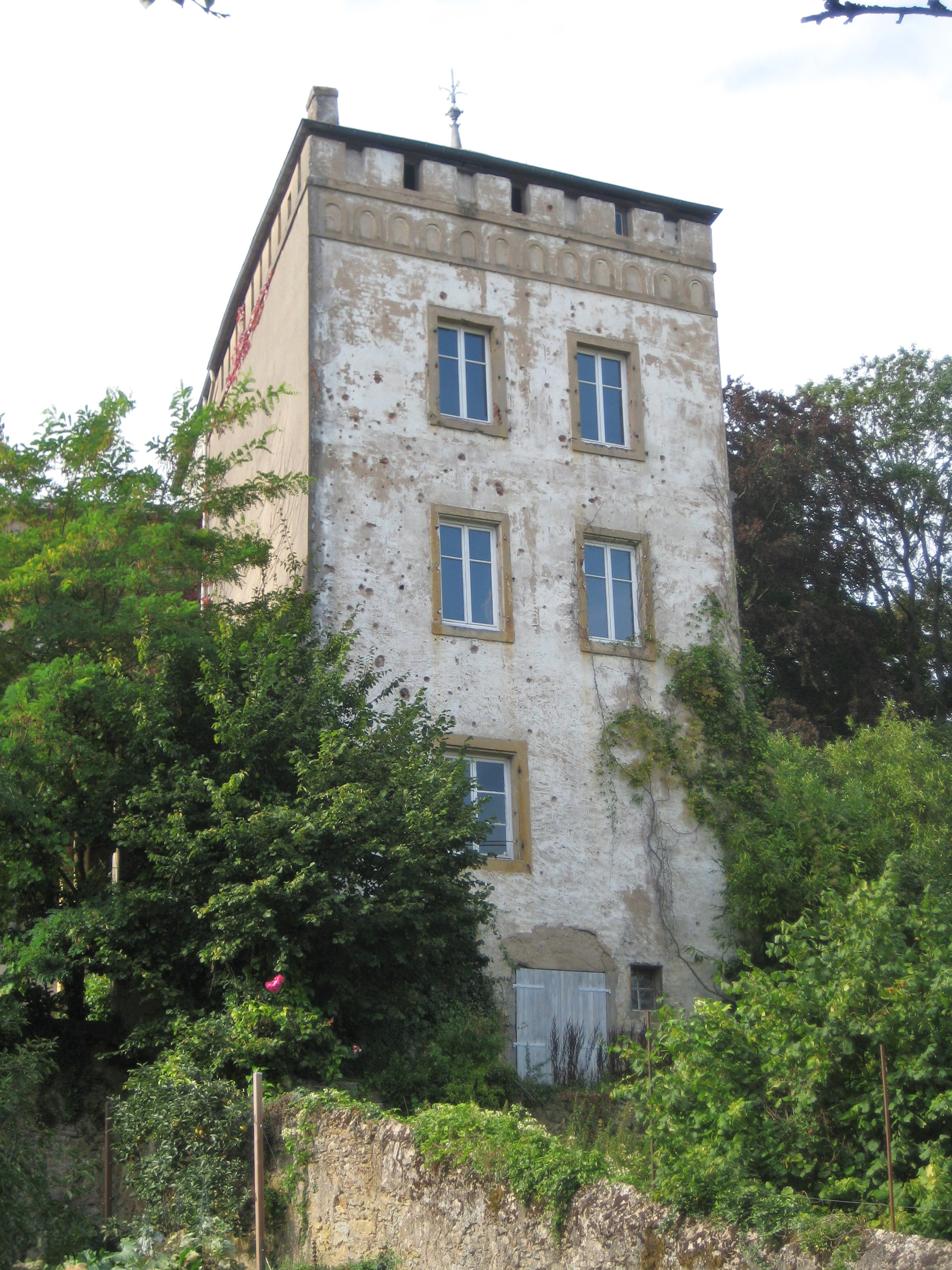
Schloss Vaux

## Geschichte
Der Ort ist sehr alt, gehörte dem Bistum Metz und wurde schon 716 genannt.  875  wurde er als Vallis erwähnt. Im Mittelalter bildete die Kirche zusammen mit den benachbarten Häusern ein befestigtes Refugium, das von den Dorfbewohnern bei Bedrohung durch einen Feind genutzt wurde und nur über das zum Wohnhaus umgebaute alte Schloss erreicht werden konnte. Den größten Schutz bot der als Kirchturm dienende Donjon, der im Erdgeschoss keinen Zugang hatte und nur über eine ins Obergeschoss führende Leiter betreten werden konnte. Es waren hier noch Reste einer Zugbrücke gefunden worden. 1484 wurde der Wehr- und Glockenturm lange vergebens belagert, bis sich die kleine Besatzung von 18 Mann schließlich gegen freien Abzug ergab.
Der Adler im Gemeindewappen erinnert an die Metzer Abtei Sankt Arnulf, der goldene Rahmen an die Abtei Sainte-Glossinde, die beide in Vaux begütert waren.
Durch den Frieden von Frankfurt vom 10. Mai 1871 kam die Region an Deutschland und Vaux wurde dem Landkreis Metz, Bezirk Lothringen, im Reichsland Elsaß-Lothringen zugeordnet. Der Ort hatte Wein- und Obstbau.
Nach dem Ersten Weltkrieg musste die Region aufgrund der Bestimmungen des Versailler Vertrags an Frankreich abgetreten werden. Im Zweiten Weltkrieg war die Region von der deutschen Wehrmacht besetzt.
Während des Ersten Weltkrieges (1915 bis 1918) und im Zweiten Weltkrieg (Juni 1940 bis Herbst 1944) wurde der verdeutschte Name Warnhofen verwendet.
1915–1919 und 1940–1944 trug das Dorf den verdeutschten Namen Wals.

### Demographie
| Jahr | Einwohner | Anmerkungen |
| ---- | --------- | --- |
| 1793 | 378       | [ 4 ] |
| 1806 | 462       | [ 4 ] |
| 1841 | 433       | [ 4 ] |
| 1861 | 573       | [ 5 ] [ 4 ] |
| 1871 | 589       | auf einer Fläche von 640 ha, mit 103 Häusern mit 159 Familien, darunter vier Juden; nach anderen Angaben 600 Einwohner |
| 1880 | 587       | am 1. Dezember, auf einer Fläche von 662 ha mit 113 Häusern, davon 579 Katholiken und acht Evangelische                |
| 1885 | 599       | [ 9 ] [ 10 ] |
| 1890 | 489       | in 106 Häusern mit 138 Haushaltungen, davon 487 Katholiken und zwei Protestanten                                       |
| 1910 | 505       | am 1. Dezember |

| Jahr      | 1962 | 1968 | 1975 | 1982 | 1990 | 1999 | 2007 | 2019 |
| Einwohner | 551  | 594  | 667  | 763  | 784  | 853  | 873  | 810  |

## Belege
1. 1 2 3  Eugen H. Th. Huhn: Deutsch-Lothringen. Landes-, Volks- und Ortskunde, Stuttgart 1875, S. 287–288  (books.google.de).
2. 1 2  Franz Xaver Kraus: Kunst und Alterthum in Elsass-Lothringen. Beschreibende Statistik. Band III, Friedrich Bull, Straßburg 1886, S. 1001–1005 (books.google.de).
3. ↑  Wappenbeschreibung auf genealogie-lorraine.fr (französisch)
4. 1 2 3 4  Vaux - statistische Angaben der Arbeitsgruppe für Demographie und Geschichte der École des hautes études en sciences sociales (EHESS), Frankreich
5. ↑  Vollständiges geographisch-topographisch-statistisches Orts-Lexikon von Elsass-Lothringen. Enthaltend: die Städte, Flecken, Dörfer, Schlösser, Gemeinden, Weiler, Berg- und Hüttenwerke, Höfe, Mühlen, Ruinen, Mineralquellen u. s. w. mit Angabe der geographischen Lage, Fabrik-, Industrie- u. sonstigen Gewerbethätigkeit, der Post-, Eisenbahn- u. Telegraphen-Stationen u. geschichtlichen Notizen etc. Nach amtlichen Quellen bearbeitet von H. Rudolph. Louis Zander, Leipzig 1872, Sp. 63 (books.google.de)
6. ↑  Georg Lang (Hrsg.): Der Regierungs-Bezirk Lothringen. Statistisch-topographisches Handbuch, Verwaltungs-Schematismus und Adressbuch, Metz 1874, S. 91 (books.google.de).
7. ↑  Gustav Neumann: Das Deutsche Reich in geographischer, statistischer und topographischer Beziehung, Band II, Grg. Ferd. Otto Müller, Berlin 1874, S. 559, rechte Spalte (books.google.de).
8. ↑  Statistisches Büreau des Kaiserlichen Ministeriums für Elsaß-Lothringen: Ortschafts-Verzeichniß von Elsaß-Lothringen. Aufgestellt auf Grund der Ergebnisse der Volkszählung vom  1. Dezember 1880. C. F. Schmidts Universitäts-Buchhandlung Friedrich Bull, Straßburg 1884, S. 86, Ziffer 962 (google.de).
9. 1 2  Statistisches Büreau des Kaiserlichen Ministeriums für Elsaß-Lothringen: Die Bewegung der Bevölkerung in Elsaß-Lothringen, Druck von M. DuMont-Schauberg, Straßburg 1893, S. 80–81, Kanton Gorze, Ziffer 16 (books.google.de).
10. ↑  Michael Rademacher: Stadt- und Landkreis Metz, Elsaß-Lothringen. Online-Material zur Dissertation, Osnabrück 2006. In: eirenicon.com.
11. ↑  Vaux, Landkreis Metz, Elsass-Lothringen, in: Meyers Gazetteer, mit Eintrag aus Meyers Orts- und Verkehrslexikon, Ausgabe 1912, sowie einer historischen Landkarte der Umgebung von Vaux.
12. ↑  Kreis Metz-Land – gemeindeverzeichnis.de (U. Schubert, 2021)